# Heinz Arnold (Regisseur)
Heinz Arnold (* 19. Juni 1906 in Darmstadt; † 24. Juli 1994 in Baden-Baden) war ein deutscher Operndirektor und -spielleiter.

## Leben
Geboren als Sohn eines Klavierbauers besuchte Heinz Arnold das humanistische Gymnasium in Darmstadt. Nach dem Abitur studierte er an der Akademie für Tonkunst Darmstadt Musik- und Theaterwissenschaften. 1925 wurde er Mitglied des Corps Obotritia Darmstadt. Nach dem Studium wurde er 1927 unter Carl Ebert Regieassistent am Landestheater Darmstadt, wo er mit Karl Böhm zusammenarbeitete. 
1932 wurde Arnold als Oberspielleiter an die Städtischen Bühnen Wuppertal berufen. 1935 wechselte er an das Staatstheater Braunschweig. 1938 wurde er als Oberspielleiter an die Staatsoper Dresden berufen und dort 1946 zugleich zum Operndirektor ernannt. Durch moderne Inszenierungen erlangte er internationalen Ruf, speziell durch seine Inszenierung der 1950 aufgeführten Antigonae von Carl Orff. Daneben lehrte er seit 1946 als Professor an der Hochschule für Musik Carl Maria von Weber Dresden.
1950 verließ Arnold Dresden und zog nach München, einem Ruf als Oberspielleiter an die Bayerische Staatsoper folgend. 1959 wurde er zum Professor für Operndarstellung an die Hochschule für Musik in München berufen.
Arnold war als Gastregisseur an zahlreichen Opernhäusern des In- und Auslandes tätig. Zu den Bühnen im nicht deutschsprachigen Ausland gehörten Ankara, Athen, Belgrad, Bologna, Buenos Aires, Florenz, London, Neapel, Palermo, Paris, Rom, Teheran, Triest und Venedig. Im deutschsprachigen Raum führte er Gastregie in Berlin, Salzburg und Wien. Nach seiner Emeritierung lebte Arnold in Baden-Baden.

## Theater (Regie)
- 1952: Wolfgang Amadeus Mozart: Die Entführung aus dem Serail (Bayerische Staatsoper München)
- 1956: Richard Strauss: Die Frau ohne Schatten (Deutsche Staatsoper Berlin)
- 1956: Wolfgang Amadeus Mozart: Don Giovanni (Deutsche Staatsoper Berlin)

## Schriften
- Die Aufgabe des Opernregisseurs. In: Musica. Band 2, Nr. 3/4, 1948, ISSN 0027-4518, S. 121–125.
- Oper bedeutet Musiktheater, 1959